# Folkendange
Folkendange (luxembourgeois : Folkendeng) est une section de la commune luxembourgeoise de la Vallée de l'Ernz située dans le canton de Diekirch.

## Histoire
La première mention fut en 775 à l´occasion d´une donation pour le monastère de Lorsch (Bergstrasse, Hessen) (CL 3032). Avant le 1er janvier 2012, Folkendange faisait partie de la commune d’Ermsdorf qui fut dissoute lors de la création de la commune de la Vallée de l’Ernz.